# Grimmelshausen (település)
Grimmelshausen település Németországban, azon belül Türingiában. Lakosainak száma 177 fő (2023. december 31.).

## Népesség
A település népességének változása:
| Lakosok száma | 177  | 174  | 177  | 177  | 177  |
|               | 2017 | 2019 | 2021 | 2022 | 2023 |